# 高橋悠也
高橋 悠也（たかはし ゆうや、1978年2月1日 - ）は、日本の脚本家、演出家、小説家、俳優。所属事務所はQueen-B。東京都出身。

## 人物・来歴
劇団UNIBIRDを主宰し、その舞台作品全ての脚本・演出を担当。また、他にもアニメやテレビドラマ等の脚本も手掛け、主にミステリー作品を得意とする。
関ジャニ∞が主演した東宝配給映画『エイトレンジャー』で初めて映画作品の脚本を手がけた。
また、業界内で速筆としても有名で駆け出しの頃からクオリティより締切を優先させることで信頼を得てオファーが増えていったと言う。その甲斐あって、『仮面ライダーエグゼイド』で、仮面ライダーシリーズにメインライターとして参加し、テレビ本編全45話、劇場版、Vシネマ3部作を1人で書き上げるという『仮面ライダー555』の井上敏樹以来の快挙を成し遂げた。なお、前々作『仮面ライダードライブ』のBlu-ray COLLECTIONに収録されている番外編『シークレット・ミッション type TOKUJO』の脚本も手掛けていた。

## 脚本作品

### ドラマ

#### テレビドラマ
- 怪物くん（2010年、日本テレビ） - 第4,6話担当（※西田征史と共同）
- 四つ葉神社ウラ稼業 失恋保険〜告らせ屋〜（2011年、読売テレビ） - 第10話担当
- 相棒 シリーズ（テレビ朝日）
  - Season 10（2012年） - 第13話担当
  - Season 12（2014年） - 第11話担当
- 三毛猫ホームズの推理（2012年、日本テレビ） - 第3,4,7話担当、第5,6話脚本協力
- ボーイズ・オン・ザ・ラン（2012年、テレビ朝日） - 全話担当[4]
- パーフェクト・ブルー（2012年、TBS） - 第4,5,6,9,10,11話担当
- 35歳の高校生（2013年、日本テレビ） - 第3,4,6,8,10話担当
- 金田一少年の事件簿N(neo)（2014年、日本テレビ） - 全話担当
- 天使と悪魔-未解決事件匿名交渉課-（2015年、テレビ朝日） - 第1,2,3,7,9話担当
- エンジェル・ハート（2015年、日本テレビ） - 全話担当（※6話のみ根津大樹と共同）
- 火の粉（2016年、東海テレビ） - 第3,4,7話担当
- 仮面ライダーシリーズ（テレビ朝日）
  - 仮面ライダーエグゼイド（2016年・2017年） - 全45話担当、挿入歌作詞
  - 仮面ライダーゼロワン（2019年・2020年） - 第1 - 4,8 - 9,14 - 22,25 - 31,35.5,38 - 45話担当[5]
  - 仮面ライダーギーツ（2022年・2023年） - 全49話担当[6]
  - 仮面ライダーゼッツ（2025年）
- ミラー・ツインズ（2019年、東海テレビ・WOWOW） - 全12話担当
- 簡単なお仕事です。に応募してみた（2019年、日本テレビ） - 全話担当
- ザ・ハイスクール ヒーローズ（2021年、テレビ朝日） - 第1,2,7,8話担当
- マウンテンドクター（2024年、関西テレビ・フジテレビ） - 全話担当
- アイシー〜瞬間記憶捜査・柊班〜（2025年、フジテレビ）

#### スペシャルドラマ
- 事件屋稼業2（2014年1月31日、フジテレビ）
- ラギッド!（2015年2月21日・28日、NHKプレミアム）
- クロハ 〜機捜の女性捜査官〜（2015年2月22日、テレビ朝日）

#### 配信ドラマ
- 仮面ライダーシリーズ
  - 仮面ライダーブレイブ〜Surviveせよ!復活のビーストライダー・スクワッド!〜（2017年） - 脚本監修
  - 仮面ライダーゲンムズ -ザ・プレジデンツ-（2021年）
  - 仮面ライダーゲンムズ スマートブレインと1000%のクライシス（2022年）
  - 仮面ライダーアウトサイダーズ
    - ep.0（2022年）
    - ep.3・4（2023年） - 脚本監修
    - ep.5・6・7（2024年）

  - ギーツエクストラ 仮面ライダーパンクジャック（2023年）
  - ギーツエクストラ 仮面ライダーゲイザー（2024年）

### 映画
- エイトレンジャー シリーズ（東宝）
  - エイトレンジャー（2012年）[2][7]
  - エイトレンジャー2（2014年）[8]
- 仮面ライダーシリーズ（東映）
  - 仮面ライダー平成ジェネレーションズ Dr.パックマン対エグゼイド&ゴーストwithレジェンドライダー（2016年）
  - 劇場版 仮面ライダーエグゼイド トゥルー・エンディング（2017年）
  - 仮面ライダー平成ジェネレーションズ FINAL ビルド&エグゼイドwithレジェンドライダー（2017年） - 武藤将吾と共同
  - 仮面ライダーアマゾンズ THE MOVIE 最後ノ審判（2018年）[9]
  - 仮面ライダー 令和 ザ・ファースト・ジェネレーション（2019年）[10]
  - 劇場版 仮面ライダーゼロワン REAL×TIME（2020年）
  - 仮面ライダーギーツ×リバイス MOVIEバトルロワイヤル（2022年）- 第2部を担当
  - 映画 仮面ライダーギーツ 4人のエースと黒狐（2023年）[11]
  - 仮面ライダー THE WINTER MOVIE ガッチャード&ギーツ 最強ケミー★ガッチャ大作戦（2023年） - 脚本監修
- 曇天に笑う（2018年、松竹）
- 貞子DX（2022年、KADOKAWA）[12]

### オリジナルビデオ
- 仮面ライダーシリーズ
  - 仮面ライダードライブ シークレット・ミッション type TOKUJO（2015年）
  - 仮面ライダーエグゼイド [裏技] シリーズ（2017年）
    - 仮面ライダーゲンム - 脚本監修
    - 仮面ライダースナイプ エピソードZERO - 脚本監修
    - 仮面ライダーレーザー - 脚本監修
    - 仮面ライダーパラドクス

  - 仮面ライダーエグゼイド トリロジー アナザー・エンディング（2018年）[13]
    - Part.Ⅰ 仮面ライダーブレイブ&仮面ライダースナイプ
    - Part.Ⅱ 仮面ライダーパラドクスwith仮面ライダーポッピー
    - Part.Ⅲ 仮面ライダーゲンムVS仮面ライダーレーザー

  - ゼロワン Others（2021年）
    - 仮面ライダー滅亡迅雷[14]
    - 仮面ライダーバルカン&バルキリー[15]

  - 仮面ライダーギーツ ジャマト・アウェイキング（2024年）[16]

### アニメ

#### テレビアニメ
2011年
- TIGER & BUNNY（毎日放送） -  連名脚本（9.10.12.16.20.22話）

2014年
- 曇天に笑う（日本テレビ） - シリーズ構成・脚本

2015年
- ルパン三世 PART IV（日本テレビ） - シリーズ構成・脚本

2016年
- ルパン三世 イタリアン・ゲーム（日本テレビ）
- ラクエンロジック（TOKYO MX） - 原案・シリーズ構成・脚本

2017年
- ひなろじ〜from Luck & Logic〜（TOKYO MX） - 原案

2018年
- ドラえもん（テレビ朝日） - 脚本

2021年
- SELECTION PROJECT - シリーズ構成・脚本
- ルパン三世 PART6 - 第0話脚本

2023年
- 久保さんは僕を許さない - シリーズ構成・脚本

#### 劇場アニメ
2014年
- LUPIN THE IIIRD 次元大介の墓標

2017年
- LUPIN THE IIIRD 血煙の石川五ェ門

2019年
- LUPIN THE IIIRD 峰不二子の嘘

2025年
- LUPIN THE IIIRD THE MOVIE 不死身の血族
- ヴァージン・パンク Clockwork Girl - シリーズ構成・脚本

#### Webアニメ
2025年
- LUPIN THE IIIRD 銭形と2人のルパン

### 舞台
-
- UNIBIRD全作品

2015年
- 曇天に笑う（2月21日 - 3月1日、天王洲銀河劇場）

2016年
- 曇天に笑う 再演（5月27日 - 6月5日、天王洲銀河劇場 他）

2017年
- 仮面ライダーエグゼイド スペシャルイベント「仮面ライダーエグゼイド スペシャルショー」 - 脚本監修
- 仮面ライダーエグゼイド ファイナルステージ

2019年
- 高橋悠也×東映シアタープロジェクト TXT vol.1「SLANG」（6月20日 - 30日、よみうり大手町ホール）

2020年
- 仮面ライダーゼロワン ファイナルステージ

2021年
- 高橋悠也×東映シアタープロジェクト TXT vol.2「IⅮ」

2023年
- 高橋悠也×東映シアタープロジェクト TXT vol.3「TQY」
- 仮面ライダーギーツ ファイナルステージ

2025年
- ライドカメンズ The STAGE

### ゲーム
2024年
- ライドカメンズ - 世界観構築・メインシナリオ

### その他
2012年
- 劇ラヂ！ライブ「イズモのキセキ」（NHK第一ラジオ）

2013年
- リアルタイムドラマ「ジオラマ」（11月1日、椿山荘）

## 小説・漫画作品

### 小説
- 僕といつかのパラレルワールド（2009年、角川書店）
- TIGER & BUNNY（角川書店）
  - 劇場版 TIGER & BUNNY -The Beginning- vol.1（2012年）
  - 劇場版 TIGER & BUNNY -The Beginning- vol.2（2012年）
  - 劇場版 TIGER & BUNNY -The Rising-（2014年）
- 仮面ライダーエグゼイド〜マイティノベルX〜（2018年、講談社キャラクター文庫）

### 漫画
- ラクエンロジック パラドクスツイン（2016年 - 2017年、漫画：綾杉つばき、脚本：佐々木充郭、原作：Septpia、ブシロードメディア、月刊ブシロード） - 原案・監修
- ミラー・ツインズ（2019年、漫画：寺山マル、小学館、月刊!スピリッツ） - 原作
- モンスタブー（2019年 - 2021年、作画：TALI、スクウェア・エニックス、月刊ビッグガンガン） - 原作
- オオカミと彗星（2025年、作画：真田往里、ネーム：じゅんた、タイトルロゴ：雷雷公社、キャラクターデザイン：望月けい、MUSIC COMIC LABELZ） - 脚本

## 演出作品

### 舞台
- UNIBIRD全作品
- 高橋悠也×東映シアタープロジェクト TXT vol.1「SLANG」（2019年6月20日 - 30日、よみうり大手町ホール）
- 高橋悠也×東映シアタープロジェクト TXT vol.2「IⅮ」（2021年）
- 高橋悠也×東映シアタープロジェクト TXT vol.3「TQY」（2023年）

### その他
- 劇ラヂ！ライブ「イズモのキセキ」（2012年、NHK第一ラジオ）
- リアルタイムドラマ「ジオラマ」（2013年11月1日、椿山荘）

## 出演

### テレビドラマ
- 名探偵コナン　工藤新一への挑戦状〜さよならまでの序章（2006年10月2日、よみうりテレビ）
- 死ぬかと思った（2007年、日本テレビ）
- 月曜ゴールデン
  - 「ご近所探偵・五月野さつき2・殺意の同窓会」（2007年、TBS）
- 夢をかなえるゾウ（2008年、読売テレビ）

### バラエティ
- KAZEOKE #6（2013年、WOWOW）
- KAZEOKE チャンピオン大会（2014年、WOWOW）